# Raymond Couraud
Raymond Couraud (alias capitaine Jack William Raymond Lee, né le 12 janvier 1920 à Surgères en Charente-Maritime et mort le 22 décembre 1977,) est un militaire, officier, et un gangster français, devenu par ses exploits militaires durant la Seconde Guerre mondiale un membre parmi les plus décorés de la section française du Special Air service de l'armée britannique.

## Biographie

### Enfance
Raymond Couraud est né le 12 janvier 1920 à Surgères, en Charente-Maritime. Peu d'éléments sont connus à propos de son enfance ou de son éducation. Il est l'un des lauréats d'un prix de beauté de bébés organisé par Le Matin en 1921. Il est né d'une mère new-yorkaise, Flora Leebowen. La nationalité de son père est discutée.

### Légion étrangère
Raymond Couraud rejoint le 19 mars 1938 la Légion étrangère sous son vrai nom, en utilisant une date de naissance fictive (le 12 janvier 1916 à Namur, en Belgique). Cela lui permet de se dire âgé de 22 ans et être ainsi assez vieux pour s'engager, alors qu'il n'avait en fait qu'un peu plus de 18 ans et était trop jeune.
Après l'entraînement, il est affecté le 3 mars 1940 à la 5e compagnie de la 13e demi-brigade. Il participe avec cette unité à la bataille de Narvik, durant laquelle il obtient une croix de guerre avec palme, pour avoir délogé deux soldats ennemis lors d'une attaque à la grenade,.
La citation à l'ordre de l'armée précise : 

« S'est déclaré volontaire pour déloger d'un rocher escarpé deux ennemis qui gênaient la progression de l'unité. À coups de grenades a tué l'un d'eux et blessé l'autre. »

De retour en France, il découvre un pays dans la tourmente. En juillet 1940, il rejoint les forces françaises en retraite à Fuveau, près de Marseille. Son unité est décimée au combat alors qu'elle tente de gagner l'Angleterre ; lui est capturé et emprisonné en août 1940 au Fort Saint-Nicolas. Acquitté par un tribunal militaire en décembre 1940, il est libéré par le gouvernement de Vichy.
Il déserte l'armée.

### Marseille et Mary Jayne Gold
Après sa libération, Couraud mène une vie de gangster, organisant l'importation, le commerce, la distribution et l'exportation de marchandises illégales ainsi que des personnes. C'est par cette activité qu'il rencontre la mondaine américaine Mary Jayne Gold qui a quitté Paris occupé pour s'installer dans cette région contrôlée par Vichy.
À Marseille, Mary Jane Gold rencontre l'étudiante américaine Miriam Davenport (en) ainsi que le journaliste et intellectuel américain Varian Fry. Ce dernier est venu en France pour aider les membres de la communauté intellectuelle et artistique européenne à échapper à la menace nazie. Ils forment le noyau d'un groupe de volontaires qui hébergent des réfugiés artistiques. Par l'intermédiaire de Couraud, ils organisent les fuites soit par les montagnes jusqu'en Espagne soit en les faisant passer clandestinement à bord de cargos se rendant en Afrique du Nord ou dans des ports d'Amérique du Nord ou du Sud.
Mary Jayne Gold finance l'organisation à l’origine du sauvetage de plus de deux mille réfugiés parmi lesquels figurent le sculpteur Jacques Lipchitz, l'artiste Marc Chagall, l'écrivain Hannah Arendt et le lauréat du prix Nobel Otto Meyerhof. Lors de ces actions, Raymond Couraud et Mary Jane Gold entament une relation amoureuse.
Alors que Mary Jayne Gold reste à Marseille jusqu'à l'automne 1941, Couraud traverse les Pyrénées en avril 1941 pour se rendre au consulat britannique de Barcelone. Arrêté à la gare de Madrid, il est interné pendant quatre mois au camp espagnol de Miranda.

### Jack William Raymond Lee au SOE
Il rejoint l'Angleterre le 12 octobre 1941 ainsi que les Forces françaises libres. Il est immédiatement affecté à la section Action militaire du Bureau central de renseignements et d'actions (BCRA), prédécesseur du service de renseignement français SDECE.
Couraud est affecté à la section du directeur des opérations spéciales du colonel Maurice Buckmaster, qui couvre toute la France. Après une formation spécialisée, Couraud est nommé en décembre 1941 en tant que sous-lieutenant et adopte le nom de Jack William Raymond Lee. Les changements de noms n'étaient pas rares pendant la guerre ; certaines personnes, en particulier des criminels, y avaient recours pour poursuivre leur vie en cachant leur passé.

### Le raid de Saint-Nazaire
De janvier 1942 à février 1942, il poursuit sa formation au SOE avec une combinaison de cours classiques, dont le parachutisme, d'entraînements nocturnes sur les plages de la côte sud britannique et des raids de reconnaissance sur les plages du nord de la France, de la Normandie à la Loire-Atlantique.
Le 28 mars 1942, il est le seul Français à participer à l'Opération Chariot, raid mené contre Saint-Nazaire par les commandos britanniques dirigés par Louis Mountbatten. La mission avait pour objectif de détruire la porte de la forme Joubert (afin de rendre cette forme écluse inutilisable) pour empêcher l'accès aux ports de l'Atlantique du Tirpitz. Malgré les pertes nombreuses (169 morts et 200 prisonniers sur les 611 marins et commandos engagés), Couraud parvient à s'échapper. Blessé aux deux jambes, il est soigné à l'hôpital de Falmouth d'avril 1942 à juillet 1942.
Couraud reprend ses opérations avec le SOE en août 1942 avec un assaut mené sur une plage près de Cannes. En novembre 1942, lors d'une opération près de Narbonne, il tue trois policiers. S'échappant à travers les Pyrénées, il se rend à Barcelone, puis à Lisbonne, pour rentrer en Angleterre.

### 2erégiment du SAS
En raison d'indiscrétions et de violations des procédures répétées tout au long de l’année 1942, Raymond Couraud est démis de ses fonctions en janvier 1943, avec une recommandation de transfert dans une unité de commando. Il rejoint le 62e commando sous le commandement du colonel Bill Stirling, frère aîné du colonel David Stirling, le fondateur du SAS. L'unité deviendra plus tard le 2e régiment du SAS, ou Small Scale Raiding Force. Basé au quartier général du régiment à Philippeville, en Algérie, le groupe mène divers raids au cours des 14 mois suivants en Europe et en Afrique du Nord : 
- front d'Ousseltia
- Aéroports du sud de la Tunisie, avec 21 avions détruits au sol à Metlaoui
- Opération maritime contre la Galite
- Opération maritime contre Lampedusa
- Opération sous-marine contre des aérodromes en Sardaigne.

Il dirige un commando international comprenant des Pieds-Noirs, des Corses, des mafieux italiens ou des militants anticommunistes bulgares. L'unité est spécialisée dans l'assassinat.

### 2eescadron français du SAS
En mars 1943, après une réunion avec le général Alphonse Juin, Stirling retire 50 soldats français du 2e régiment de SAS pour former le 2e escadron français sous le commandement de Couraud, avec désormais le grade de capitaine. L'escadron se compose de Couraud, capitaine et commandant de bord, de trois lieutenants britanniques, de deux officiers français (le lieutenant Louis de Sablet et l’aspirant Robert Raillard) et d’un anglais (Aspiring) et de soldats français, avec une forte proportion d'anciens légionnaires. En mai 1943, profitant de la loi Churchill de 1940, il acquiert la nationalité britannique.
En septembre 1943, dans le cadre de l'opération Slapstick, c'est le 2e escadron français qui réalise la reconnaissance initiale de l'assaut contre Tarente. Après le débarquement, ils détruisent un important convoi de la Wehrmacht dans la région de Chieti puis harcèlent des unités allemandes retirées à Sangro grâce au front qui avance. Après d’autres raids et opérations en Italie, l’unité se retire pour s'établir en Écosse en avril 1944.

### L'opération Gaff
Après son retour au Royaume-Uni, Couraud reçoit l'ordre de mettre sur pied une unité spécialisée dans le magnicide, ou à défaut l'enlèvement, avec la désignation de six cibles en prévision du jour J et de l'invasion de l'Europe qui viserait de hautes personnalités des états-majors de la Wehrmacht.
Depuis mars 1943, les services de renseignement britanniques tentent de trouver la base du maréchal Erwin Rommel en France. Une partie de la mission visait à espionner Rommel afin d'évaluer à quel point il serait facile de le tuer. Autant le maréchal Montgomery s'était opposé au plan avant le jour J, avec l'augmentation des pertes d'effectifs, autant celui-ci approuve le plan après le jour J. Même les Alliés ne savait toujours pas où se trouvait la base de Rommel. Par une étrange coïncidence, le 9 juin, le lieutenant général du SAS se rend à une réunion avec une unité de la Résistance française. Se reposant dans une grange, un habitant de La Roche-Guyon l'approche pour obtenir l'assurance que, le quartier général de Rommel étant dans le village, il ne sera pas bombardé par la Royal Air Force.
Ayant appris l'emplacement du siège de Rommel, Couraud et son unité sont transférés dans un appartement à Londres, afin d'attendre le passage d'une tempête pour être parachutés à Orléans (opération Gaff). Arrivée le 18 juillet 1944, l’équipe communique par radio et découvre que Rommel a été grièvement blessé la veille après que sa voiture d’état-major a été touchée lors d’une attaque d'un Hawker Typhoon de la RAF ; il a été remplacé par Günther von Kluge.
Les ordres de Couraud et de son équipe concernant Rommel sont donc caducs ; ils sont dirigés vers les lignes de l’armée américaine, et tendent des embuscades contre des trains et harcèlent des unités allemandes durant le trajet. Après une attaque contre le commandement allemand à Mantes, Couraud, déguisé en policier, traverse les lignes avec la police judiciaire de Pontchartrain et rejoint la 3e armée américaine du général George S. Patton le 12 août 1944.

### Après août 1944
Après l’opération Gaff, Couraud est nommé commandant en second du 2e régiment du SAS, commandé par Roy Farran. Divisées en deux unités au départ d'Orléans et de Rennes, les équipes se retrouvent près de Langres, où elles établissent une base d'opérations du SAS.
De retour en Angleterre en septembre 1944, alors que se poursuit la libération de la France, Raymond Couraud quitte l'armée britannique en décembre 1944 et rentre en France pour intégrer l'état-major de l'armée française.

## Après la guerre
Raymond Couraud travaille par la suite comme mercenaire et part aux Indes britanniques à la fin de la Seconde Guerre mondiale, dans un territoire en proie aux troubles de la décolonisation. Il devient chef d'état-major du Nizam Asaf Jâh VII d'Hyderabad.
Confronté à la guerre d'Algérie, il prend le parti de l'Algérie française et tente de s'engager à nouveau dans l'armée française. Il sert dans une unité de supplétifs à l'ouest de Sétif, où il s'était installé avec sa femme.
Il meurt le 22 décembre 1977 et est inhumé au cimetière de Vouhé.

## Vie privée
Outre son union avec Mary Jane Gold, qu'il retrouve à plusieurs reprises après la guerre au Québec et à Gassin, Raymond Couraud se marie à deux reprises et a deux enfants.

## Décorations
Rubans
|  |  |
|  |  |
|  |  |
|  |  |

Intitulé des décorations Françaises
- Croix de guerre 1939-1945
- Médaille commémorative française de la guerre 1939-1945 avec agrafe Norvège

Intitulé des décorations Anglaises
- Croix militaire
- Africa Star
- Italy Star
- France and Germany Star
- Defence Medal 1939-45
- 1939-45 Star

## Reconnaissance postérieure
Dans l'ouvrage autobiographique de Mary Jane Gold, Crossroads Marseille, Couraud est surnommé "The Killer", le meurtrier, en raison de son mauvais usage de la langue anglaise.
Il apparaît dans l'ouvrage de fantasy Les Derniers Jours du Nouveau-Paris de China Miéville avec Mary Jane Gold, et dans The House of Dreams de Kate Lord Brown.